# RMS - Gul Front
RMS - Gul Front lokalt politiskt parti i Bengtsfors kommun. Partiet startades 1988 av Pierre Häggström under namnet Partiet för ett Mänskligt Samhälle. 1994 ändrades namnet till Renässans - partiet för ett Mänskligt Samhälle. Numera kallar man sig för RMS - Gul Front. Partiet har varit representerat i kommunfullmäktige 1994-1998 med 1 mandat av 41.